# Lanuza
Lanuza és un poble pertanyent al municipi de Sallent de Gállego, a la comarca aragonesa de l'Alt Gállego. Es troba en ple Pirineu, a la riba esquerra del pantà al qual dona nom, on s'embassaran les aigües del riu Gállego.

## Història
El nom de Lanuza sembla derivar del terme celta llatinitzat landa o lana, que significa «vessant», donant-se la circumstància que el paratge circumdant al poble és efectivament un vessant que en el passat va estar ocupat per extenses praderies i pastures. La seva existència apareix documentada des del segle xiii i el 1488 ja comptava amb 20 llars.
Pròspera i eminentment ramadera en els seus orígens, la construcció de l'embassament de Lanuza el 1976 va provocar el gradual i forçat despoblament de la localitat fins a quedar completament deshabitada el 1978. Víctima de l'espoliació i l'abandó, a la dècada del 1990 els antics habitants van aconseguir recuperar les propietats no submergides i van iniciar un procés de revitalització que segueix actiu.
Lanuza és cèlebre també per haver estat bressol de nou Justícies d'Aragó, entre ells Joan V de Lanuza. De marcat estil muntanyenc, Lanuza s'arrela des de la vora mateixa de l'embassament fins a l'església del Salvador, construïda al segle xix sobre un temple romànic anterior incendiat durant la Guerra del Francès i del qual encara es conserva un crismó a la portada. Reoberta al culte, atresora entre altres obres d'art un reliquiari de plata datat el 1557 en què s'exposen restes de santa Quitèria, patrona del lloc.
El compacte nucli de pedra i pissarra, en plena rehabilitació, es projecta avui com un enclavament turístic dins la vall de Tena, servint a més des de l'any 1992 com a seu del festival de música Pirineos Sur.